# Bibliothèque Méjanes
La bibliothèque Méjanes est la bibliothèque municipale classée d'Aix-en-Provence. Elle est située dans le centre-ville, aux 8–10, rue des Allumettes. Inaugurée le 16 novembre 1810, dans les locaux de l'hôtel de ville, elle emménage en 1989 dans une ancienne manufacture d'allumettes. Depuis 1993, elle est le cœur de la Cité du Livre, qui réunit dans l'ancienne manufacture la bibliothèque, des associations et l'institut universitaire de technologie Métiers du Livre de l'université de la Méditerranée.

## Histoire de la bibliothèque

### Origine
La bibliothèque Méjanes trouve son origine dans la riche bibliothèque de Jean-Baptiste Marie de Piquet, marquis de Méjanes, qui a occupé plusieurs postes d'administrateur de la ville et de la province d'Aix-en-Provence mais a surtout été un grand bibliophile. Par son testament du 26 mai 1786, il lègue sa bibliothèque (près de 80 000 volumes) aux États de Provence, « sous la condition d'en tenir une bibliothèque ouverte en la ville d'Aix pour l'avantage du public auquel elle sera destinée » et en stipulant que les livres ne pourront être prêtés. La même année « l'assemblée générale des communautés de Provence accepte le legs de la bibliothèque aux conditions exprimées dans le testament, et nomme un architecte, J. A. Raymond, pour aménager une maison encore à acquérir. Dans l'attente, les livres seront transportés à l'hôtel de ville ». Les administrateurs, et en particulier l'archevêque d'Aix, Mgr de Boisgelin mais aussi Jean-Étienne-Marie Portalis, s'occupent de mettre en œuvre la volonté du testateur et réunissent sa bibliothèque, jusqu'alors dispersée dans ses diverses propriétés, à l'Hôtel de ville d'Aix. Pendant la Révolution, comme toutes les institutions d'Ancien Régime, les États de Provence sont supprimés ; la bibliothèque devient un dépôt révolutionnaire. Ce dépôt n'est toutefois pas réuni à celui de Marseille (qui est à l'origine de la bibliothèque de Marseille) ; il reste à l'hôtel de ville d'Aix et s'enrichit même de plusieurs bibliothèques confisquées.

### Bibliothécaires
Les conservateurs de la bibliothèque Méjanes sont :
- Jean-Joseph Rive (1730-1791) ; l'abbé Rive, premier bibliothécaire, nommé le 26 décembre 1786.
- Jacques Gibelin (1744-1828), nommé le 3 novembre 1792, protège la bibliothèque pendant la Révolution[2],[3].
- Jean Diouloufet (1771-1840), nommé le 4 février 1828.
- L’archéologue Étienne-Antoine Rouard (1792-1873)[4], nommé le 23 septembre 1830.
- Le félibre Jean-Baptiste Gaut (1819-1891), nommé en septembre 1870[5].
- Louis Mouan, nommé le 1er janvier 1872 ; secrétaire perpétuel de l’Académie des sciences, agriculture, arts et belles-lettres d'Aix[6].
- Jean-Baptiste Gaut, renommé le 1er mai 1878.
- Barthélemy Pust (1842- ?), nommé le 14 juillet 1891.
- Le félibre François Vidal (1832-1911), nommé le 18 août 1896.
- Édouard Aude (1868-1941), nommé le 1er mars 1897.
- Bruno Durand (1890-1975), nommé le 1er février 1936.
- Annick de Kerversau (1904-1994), nommée le 13 novembre 1958 ; chevalier de l’Ordre national du mérite le 24 juin 1964.
- Suzanne Estève, nommée en 1973.
- Xavier Lavagne d’Ortigue, nommé le 1er octobre 1982.
- Danièle Oppetit, nommée le 1er mai 1991.
- Gilles Eboli, nommé le 1er septembre 1998.
- Corinne Prévost, nommée le 1er janvier 2009.
- Rémy Borel, nommé le 15 mai 2013.
- Michel Étienne est le conservateur actuel, nommé le 1er septembre 2020.
- Matthieu Desachy, nommé le 1er janvier 2024.

La bibliothèque d'Aix s'ouvre au public en 1810. Parmi ses lecteurs l'on peut trouver le jeune Adolphe Thiers, qui, alors étudiant en droit, la fréquente assidûment. Elle s'enrichit, au XIXe siècle, des souscriptions de l'État, mais aussi de dons : ceux du docteur Baumier, mais aussi d'Auguste Pécoul, et de dons moins importants en nombre qui continuent encore aujourd'hui à enrichir les collections. Quelques acquisitions sont menées, comme celle d'une partie du cabinet des présidents Jules-François-Paul Fauris de Saint-Vincens et Alexandre de Fauris de Saint-Vincens.
Au XXe siècle, la bibliothèque connaît des périodes de prospérité, mais aussi d'abandon : dans l'Entre-deux-guerres, l'inspecteur Pol Neveux vient ainsi tous les ans à la bibliothèque pour aider à son entretien et obtenir au moins que les vitres cassées soient remplacées. La bibliothèque Méjanes est restée à l'hôtel de ville jusqu'en 1989. Elle emménage alors dans l'ancienne manufacture des allumettes, qui devient la Cité du Livre quatre ans plus tard. Des annexes ont été ouvertes : les Deux Ormes, la Halle aux Grains et Li Campaneto, et une autre, disparue, à la bastide Jourdan. Le 8 février 2020, est inauguré un nouveau site, "Michel Vovelle", destiné à la conservation des collections patrimoniales et des archives municipales.

## Réseau
Aujourd'hui, le réseau des bibliothèques et archives d'Aix-en-Provence est partagé sur quatre sites : la bibliothèque de la Halle aux Grains, les Deux Ormes, Li Campaneto et Michel-Vovelle. 